# Wallace Martin Lindsay
Wallace Martin Lindsay (Pittenweem, 1858 – Saint Andrews, 1937) è stato un filologo classico, latinista e paleografo britannico.
Professore di latino all'Università di St. Andrews dal 1899 al 1937, fu un classicista di fama internazionale e uno dei più importanti studiosi del latino arcaico. Molto noto per essere stato il curatore di edizioni di alcuni classici latini, fu anche il direttore della raccolta Palaeographia latina dal 1922 al 1929 e della collana Monumenta palaeographica Vaticana dal 1929 al 1934.

## Opere

### Filologia
- The Latin Language (Oxford, 1894)
- An Introduction to Latin Textual Emendation based on the Text of Plautus (Londra, 1896)
- Syntax of Plautus (Oxford, 1907)
- Ancient lore in medieval Latin glossaries (Oxford, 1921)
- Early Latin Verse (Oxford, 1922)

### Paleografia
- L'antica scrittura minuscola irlandese (Early Irish Minuscule Script, 1910)
- L'antica scrittura gallese (Early Welsh Script, 1912)
- Notae latinae (1915)

### Edizioni di classici latini
- Marci Valeri Martialis Epigrammata (Oxford, 1903)
- Titi Macci Plauti Comoediae (Oxford, 1904)
- Nonii Marcelli De compendiosa doctrina liber (Lipsia, 1903)
- Isidori Hispalensis Episcopi Etymologiarum sive Originum Libri XX (Oxford, 1911)
- Sexti Pompei Festi. De uerborum significatu quae supersunt cum Pauli Epitome (Lipsia, 1913)
- (Iulianus Toletanus) Julian of Toledo De vitiis et figuris (Saint Andrews, 1922)
- Publi Terenti Afri Comoediae (Oxford, 1926)